# Konferenstolkning
För andra betydelser, se Tolkning.

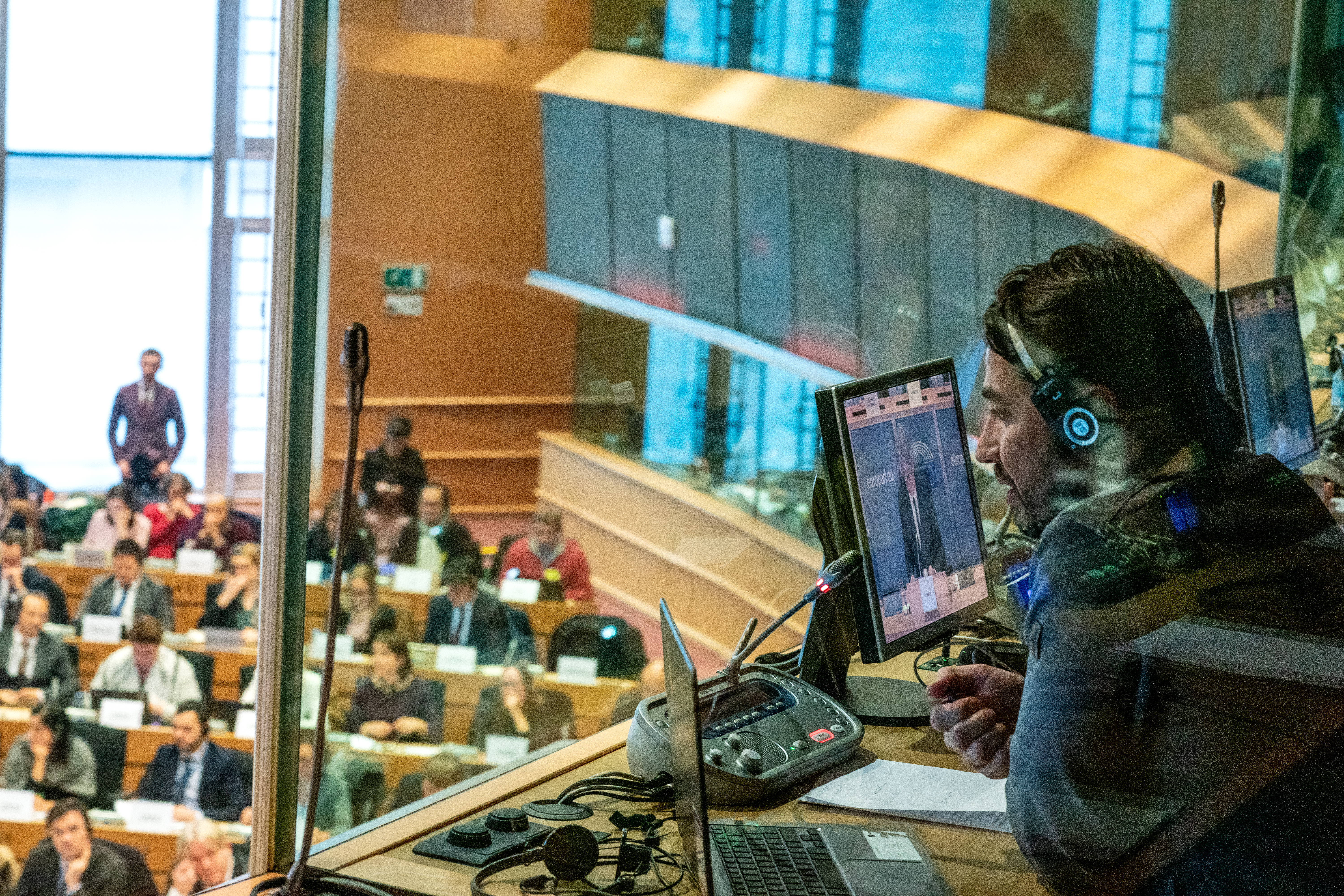
Konferenstolk i tolkkabin i kammaren i Europaparlamentet i Bryssel.

Konferenstolkning är den typ av tolkning där tolken förmedlar muntliga budskap på olika typer av konferenser och möten. Konferenstolkning kan utföras samtidigt med talaren (simultant) som visktolkning eller med teknisk utrustning i en så kallad tolkkabin, eller efter att talaren avslutat ett kortare eller längre yttrande (konsekutivt). Den som utför konferenstolkning kallas konferenstolk.
Konferenstolken arbetar med muntliga budskap till skillnad från översättare som arbetar med skriven text. I konferenstolkning sker överföringen mellan språken omedelbart (under simultantolkning sker det inom 2–4 sekunder efter att talaren formulerat sig) och tolken har därmed inte möjlighet till längre reflektioner om stil eller budskap.
Konferenstolkning kan göras mellan talade språk, mellan ett talat och ett tecknat språk eller mellan tecknade språk.
Konferenstolkning är vanligast vid internationella organisationer (t.ex. EU, FN, ILO, Unesco och Nordiska rådet), där det också finns fast anställda tolkar. Internationella företag, europeiska företagsråd och den diplomatiska kåren använder också konferenstolkar. De flesta tolkar arbetar på frilans basis.

## Typologi

### Grundläggande definitioner
Enligt översättningsvetaren Franz Pöchhackers definition är tolkning "en form av översättning där en första och slutgiltig återgivning på ett annat språk produceras på grundval av en engångspresentation av ett yttrande på källspråket" (utgångspunkten är Otto Kades definition av översättning).
Tolken har alltså inte möjlighet att gå tillbaka och granska och korrigera ett yttrande i samma utsträckning som översättaren. Korrigeringar som gör liknar dem som gör i enspråkiga samtal. När yttrandet är gjort och talet eller samtalet har gått vidare så är möjligheten till korrigering borta.

### Tolkningstekniker

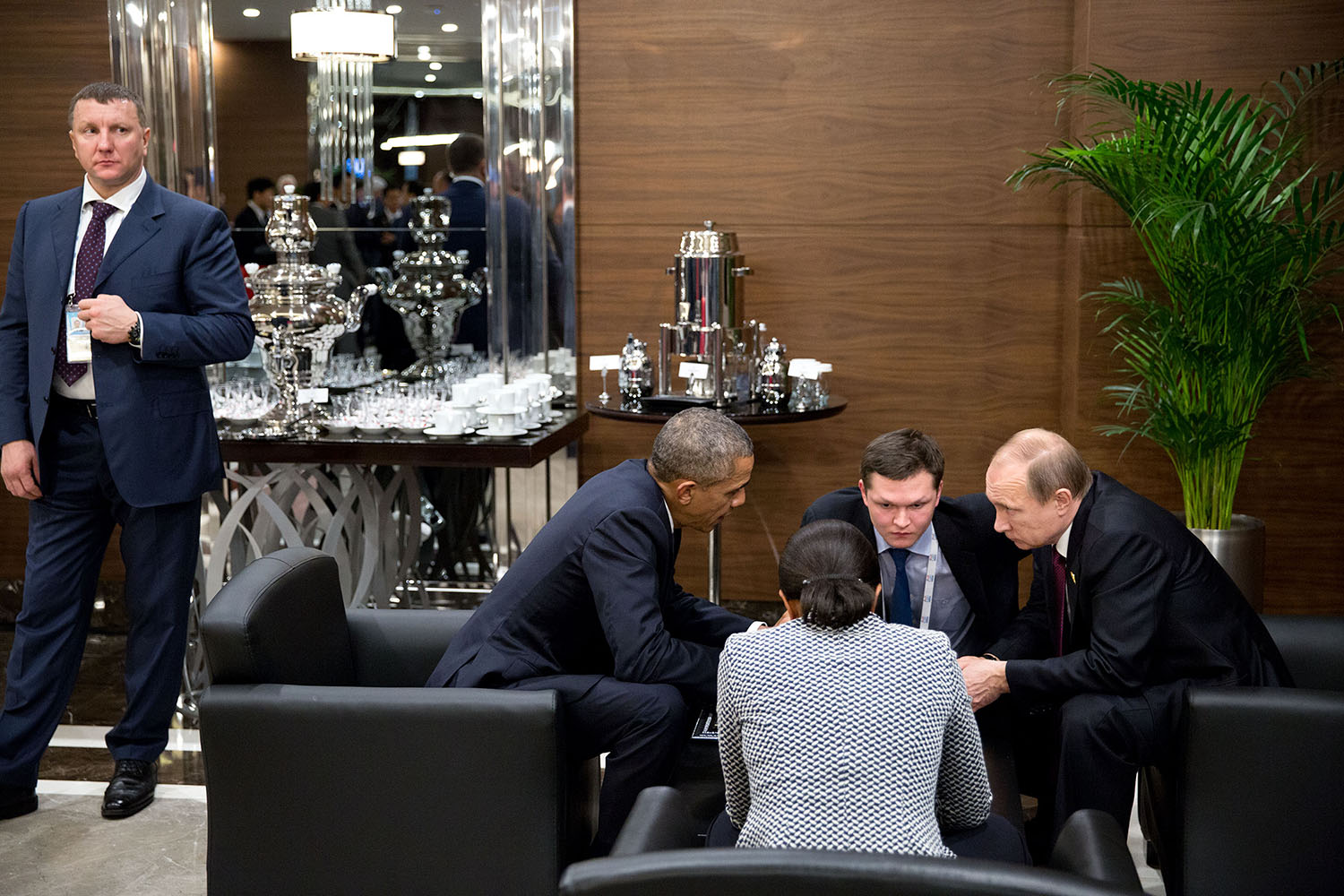
Två konferenstolkar förmedlar samtal genom konsekutivtolkning mellan Barack Obama och Vladimir Putin

Inom konferenstolkning är simultantolkning och lång konsekutivtolkning vanligast. Tolken kan också göra en så kallad prima vista, eller avista tolkning.
- Under simultantolkning lyssnar tolken till talarens källspråk och producerar samtidigt en version på målspråket. Simultantolkning kan ske antingen i en tolkkabin där tolken hör källspråket genom hörlurar och producerar tolkningen i en mikrofon, så att åhörarna kan lyssna genom hörlurar i sin tur. Tolken kan också sitta bredvid åhöraren och producera tolkningen med låg röst. Det kallas då visktolkning. Visktolkning lämpar sig inte för längre tolkningar och större grupper.
- Under lång konsekutivtolkning tar tolken anteckningar och producerar tolkningen när talaren avslutat (eller gör paus i) sitt inlägg. Utbildade konferenstolkar kan återge tal på upp till åtta minuter ifrån sina anteckningar. Denna typ av anteckningar är individuella och specifika, de ska inte blandas ihop med stenografi[4]
- Prima vista, eller avista tolkning är en typ av tolkning som görs från skriven text. Tolken läser texten och producerar samtidigt en muntlig version. Denna typ av tolkning kan också användas som ett stöd vid simultantolkning om talaren lämnat in ett skriftligt underlag, då läser tolken texten innan tolkningen och använder den enbart som stöd. Det kallas då simultantolkning med text.

Relätolkning innebär att en tolk inte behärskar det språk som talas i rummet utan måste lyssna på en annan tolk för att överföra budskapet. Genom att använda relätolkning kan man öka möjligheten för fler konferensdeltagare att tala sitt modersmål och samtidigt använda ett begränsat antal tolkar. Den tolk som används som relä, kallas pivot.

### Språkriktningar
Inom konferenstolkning klassificeras tolkens språk som A-, B- eller C-språk.
- Ett A-språk motsvarar ett förstaspråk (L1) och är det språk konferenstolken (mellan talade språk) tolkar till i första hand. Tolkar som tolkar mellan talade och tecknade språk tolkar vanligtvis till sitt L2 (teckenspråket).
- B-språk är ett andraspråk (L2) som tolken talar på en nivå som är nära L1 och som tolken också kan tolka till. Tolkning från A-språket till B-språket kallas returtolkning. Det är inte alla tolkar som anser sig ha ett B-språk, dessa tolkar enbart till A-språket.
- C-språk är ett andraspråk som tolken behärskar i stort sett på nära L1 nivå, men som tolken av olika skäl inte kan tolka till. Normalt sett har en tolk bara ett A- och ett B-språk, men kan ha flera C-språk.

## Historik

### Ursprung
Konferenstolkning kan spåras tillbaka till 1918. Nationernas Förbund, Kommunistiska Internationalen och Internationella arbetsorganisationen. I början användes lång konsekutivtolkning, men simultantolkning började testas i liten omfattning under 1920-talet. Det stora genombrottet kom under Nürnbergrättegångarna 1945, när man sökte en möjlighet att så effektivt som möjligt tillhandahålla samtidig översättning under rättegången.

### Internationella konferenstolkorganisationen (AIIC)
Många konferenstolkar (frilansare och tjänstemän) är medlemmar i den internationella konferenstolkorganisationen) som grundades 1953. AIIC är den enda globala yrkesorganisationen för konferenstolkar och samlar idag mer än 3000 professionella konferenstolkar i mer än 80 länder. AIIC organiserar konferenstolkar både i talade och tecknade språk.